# اوسترم
اوسترم (به لاتین: Ustrem) یک منطقهٔ مسکونی در بلغارستان است که در شهرستان توپولوفگراد واقع شده‌است.